# Ludvig Sylow (DBU)
 Der er flere personer med dette navn, se Ludvig Sylow.
Ludvig Sylow (6. oktober 1861 i Korsør – 20. februar 1933 i København) var en dansk fodboldleder, der blandt andet var formand for Dansk Boldspil-Union (DBU) i perioden 1911 til 1918.
Ud over førsteholdskampe i cricket og fodbold for Kjøbenhavns Boldklub (KB) var Sylow en bærende organisatorisk kraft i klubben.

## Karriere
Sylow gik i 1877 på Sorø Akademi og var med til at indføre fodbold på skolen. I 1879 flyttede han til København hvor han blev tilknyttet Kjøbenhavns Boldklub fra Frederiksberg. Han spillede mange førsteholdskampe for klubben i tennis, cricket og fodbold. Ved siden af den aktive karriere, blev han involveret i det organisatoriske arbejde i klubben. I 1887 blev Ludvig Sylow kortvarigt formand for KB, da han bestred posten indtil 1888. Fra 1901 til 1906 blev han igen formand for klubben. I 1904 var Ludvig Sylow den danske repræsentant i den forsamling der stiftede verdensorganisationen FIFA.
I 1911 stillede Ludvig Sylow op til formandsvalget i Dansk Boldspil-Union. Han vandt valget og afløste den 22. april 1911 Albert Albertsen som formand for landets fodboldforbund. Sylow sad på formandsposten indtil 25. februar 1918, hvor han blev afløst af Louis Østrup. Han blev Ridder af Dannebrog i 1914.
Ludvig Sylow blev i 1878 ansat ved Post- og Telegrafvæsenet, avancerede til postekspedient i København 1886, "bevægelig postekspedient" 1893, og i 1914 blev han postkontrollør, hvilket han var til sin pensionering i 1931.
Ved sin død i 1933 havde Sylow efterladt hele sin arv til hjerteklubben KB.
Han er begravet på Bispebjerg Kirkegård, men gravstedet er nedlagt.